# Concert per a clavecí núm. 3 (Bach)
El Concert per a clavecí num. 3, en mi major, BWV 1054, és una obra de Johann Sebastian Bach, el segon concert per a clavecí d'un conjunt de sis concerts que aparegueren en un manuscrit autògraf, actualment a la Deutsche Staatsbibliothek de Berlín, i estan datats cap al 1738. Bach, per descomptat, podria haver compost l'obra molt abans, usant les parts d'un concert per a un altre instrument solista, com per exemple un violí, i crear una versió per a clave adequada per a la interpretació amb aquest instrument de teclat.

## Estructura i anàlisi
L'estructura, habitual en 3 moviments, és la següent:
1. Allegro
2. Larghetto
3. Allegro ma non tanto

La instrumentació és: clavecí solista, violí I/II, viola i continu (violoncel, violone). La durada aproximada és de 14 minuts.
El concert per a violí en mi major, BWV 1042, va servir de model per a aquesta obra, que va ser transportat un to més avall perquè el mi més agut fos un re, el límit superior habitual en els clavecins de l'època. El procés de transcripció es basa en els mateixos principis que en el concert BWV 1053.